# Landeskriminalamt Saarland
Das Landeskriminalamt Saarland (LKA Saarland) ist eine Landesoberbehörde in Form eines Landeskriminalamtes bei der Polizei Saarland, mit Sitz in Saarbrücken.

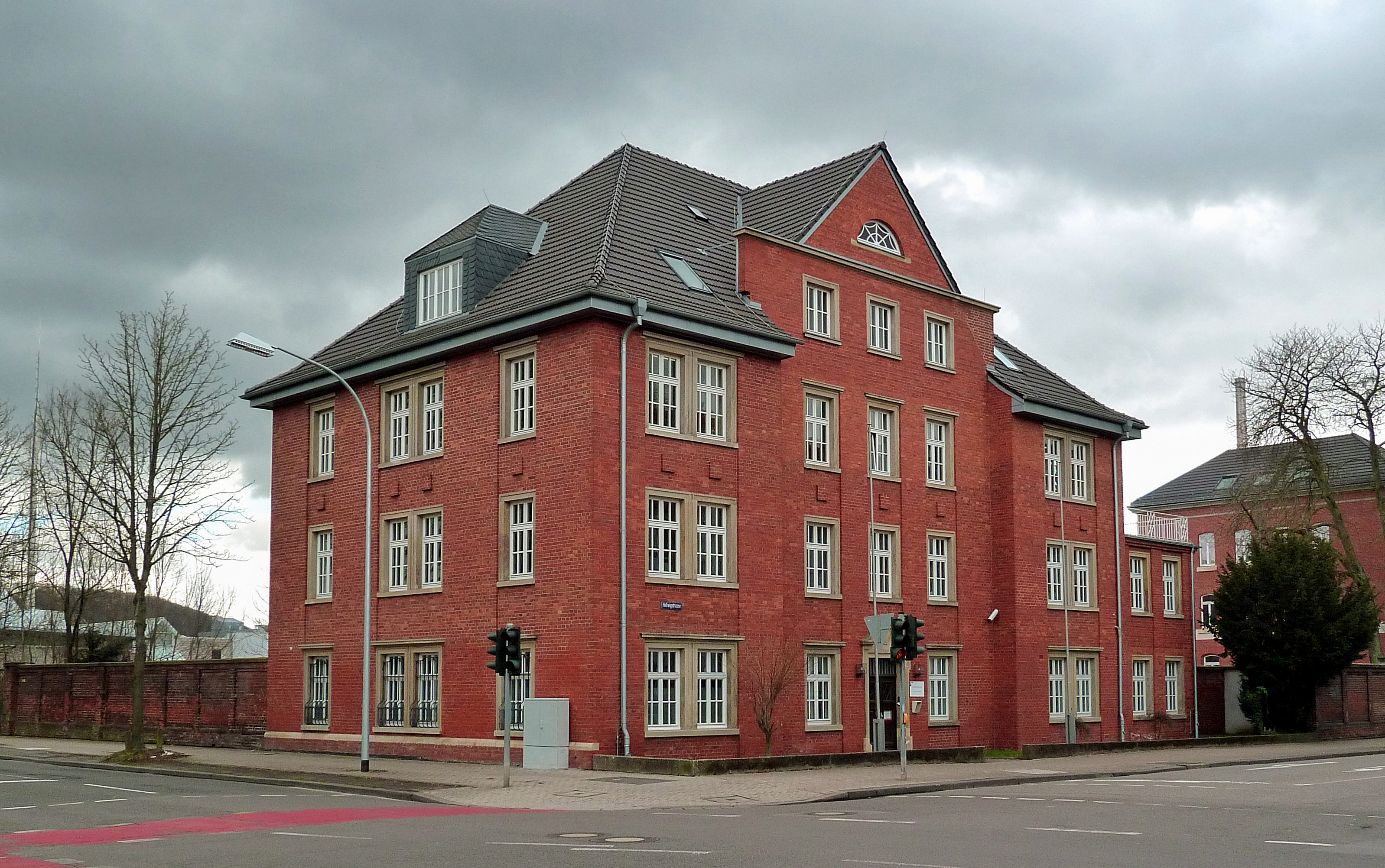
Das LKA Saarland in der Hellwigstraße 14 in Saarbrücken

## Geschichte
Nach dem Zweiten Weltkrieg betrieb Frankreich eine Loslösung des Saarlandes von Deutschland (siehe: Geschichte des Saarlandes → Saarstaat). Anstelle eines Landeskriminalamt wurde ein Landeskriminalpolizeiamt (LKPA) gegründet. Dieses Amt verfügte über einen Sonderstatus und war selbständiges Mitglied von Interpol. Leiter war von 1949 bis 1953 Theodor Trost, gefolgt von Rudolf Beck.
Nach der Ablehnung des Saarstatutes durch die Saarländer 1955 und dem Saarvertrag 1956 wurde das Saarland Land der Bundesrepublik Deutschland. Im gleichen Jahr wurde das Landeskriminalamt Saarland als Nachfolger des Landeskriminalpolizeiamtes gegründet. Im April 1957 erhielt das LKA mit Erlass des Innenministeriums die Aufgaben eines LKA gemäß BKA-Gesetz.
Im Landeskriminalamt liegt die Ermittlungsführung und die Leitlinienkompetenz der Verbrechensbekämpfung sowie die Kriminalprävention.

## Organisation
Das Landeskriminalamt Saarland gliedert sich in 5 Abteilungen:
- LKA 1 / Zentrale Angelegenheiten: Grundsatzfragen, Personal, Kriminalprävention und Opferschutz
- LKA 2 / Information und Kommunikation
- LKA 3 / Einsatz- und Ermittlungsunterstützung
- LKA 4 / Ermittlungen
- LKA 5 / Staatsschutz

Insgesamt beschäftigt das LKA 430 Mitarbeiter. Jährlich wird die Kriminalstatistik des Landes vom LKA herausgegeben.
Leiter des LKA Saarland ist Carsten Dewes. Seine Vorgänger waren u. a. Franz-Josef Biesel, Harald Weiland, Gerald Stock und Steffi Dümont.